# Cryptochloa
Cryptochloa  Swallen é um género botânico pertencente à família Poaceae, subfamília Bambusoideae, tribo Olyreae.
Suas espécies ocorrem na América do Norte e América do Sul.

## Espécies
- Cryptochloa capillata  (Trin.) Soderstr.
- Cryptochloa concinna  (Hook.f.) Swallen
- Cryptochloa decumbens  Soderstr. & Zuloaga
- Cryptochloa dressleri  Soderstr.
- Cryptochloa granulifera  Swallen
- Cryptochloa soderstromii  Davidse
- Cryptochloa strictiflora  (E.Fourn.) Swallen
- Cryptochloa unispiculata  Soderstr.
- Cryptochloa variana  Swallen